# Músculo corrugador do supercílio
O músculo corrugador do supercílio é um pequeno músculo piramidal localizado no limite medial da sobrancelha, entre o músculo frontal e o músculo orbicular do olho.

## Ação
O corrugador do supercílio puxa a sobrancelha para baixo e medialmente, produzindo as rugas verticais na testa.
É o considerado o principal músculo na expressão de sofrimento.

## Additional images

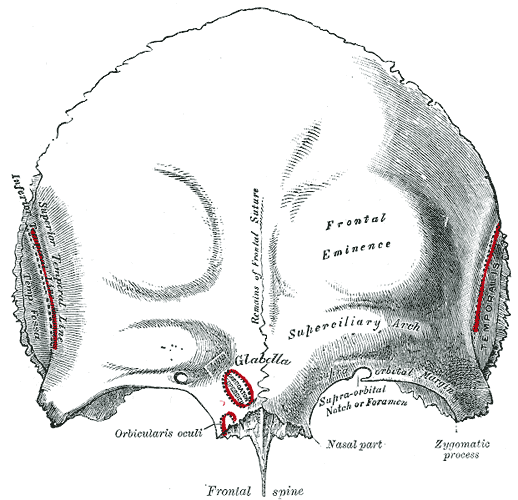
Osso frontal.